# Toshiko Ishii
Toshiko Ishii, född 1944, är en japansk översättare av barnlitteratur. 
Ishii tog sin examen vid Doshisha universitet i Kyoto, Japan. Hon studerade svenska vid Lunds universitet i Sverige och har översatt ett stort antal nordiska barnböcker, inklusive verk av Elsa Beskow och Astrid Lindgren, till japanska.

## Översättningar i urval
- Madiken to Risabetto (Titta Madicken, det snöar!), text Astrid Lindgren, bild Ilon Wikland, Shinozaki Shorin, januari 1986
- Omoshirosō no kodomotachi (Madicken), Astrid Lindgren, Iwanami Shoten, november 1987
- Kawa no hotori no omoshirosō (Madicken och Junibackens Pims), Astrid Lindgren, Iwanami Shoten, mars 1988
- Boku wa jagaa da (Jaguaren), text Ulf Stark, bild Anna Höglund, Yugakusha, mars 1990
- Ohisama no tamago (Sol-ägget), Elsa Beskow, Tokuma Shoten, mars 2001)
- Konnichiwa, nagakutsushita no Pippi (Pippi Långstrump), text Astrid Lindgren, bild Ingrid Vang Nyman, Tokuma Shoten, februari 2004
- Oneechan wa doko? (Var är min syster?), Sven Nordqvist, Iwanami Shoten, oktober 2009
- Eemiru wa itazurakko (Emil i Lönneberga), Astrid Lindgren, Iwanami Shonen Bunko, 2012